# Erigeron alpiniformis
Erigeron alpiniformis (лат.) — редкое арктическое растение, вид рода Мелколепестник (Erigeron) семейства Астровые (Asteraceae), произрастает в Гренландии (Дания), на Лабрадоре и Нунавуте (Канада).

## Ботаническое описание
Erigeron alpiniformis — короткий ветвящийся кустарник, как правило, не выше 20 см. Соцветие-корзинка обычно состоит из 1 или 2, реже 3 или 4 антодиев, состоящих из множества мелких жёлтых внутренних цветков, окружённых кольцом из 100—200 белых или розовато-пурпурных наружных цветков.